# Colégio do Carmo
Colégio do Carmo é um colégio particular localizado na cidade de Santos. 

## História
Foi fundado por padres Carmelitas no centro da cidade em 1917, Em 1975, a família Smolka, vinda de São Paulo, adquiriu o Colégio Nossa Senhora do Carmo, dos Padres Carmelitas e o transforma em Colégio do Carmo. Em 1980 iniciou  cursos superiores de Física, Química, Música, Teatro e Processamento de Dados.

## Ex-alunos
- Bruno Covas[2]